# ロベルタス・ポシュクス
ロベルタス・ポシュクス（リトアニア語: Robertas Poškus, 1979年5月5日 - ）は、リトアニア・クライペダ出身の元サッカー選手、サッカー指導者。リトアニア代表であった。現役時代のポジションはフォワード。

## タイトル
カレダ・カウナス
- LFFタウレー:1999

ポロニア・ワルシャワ
- ポーランド・カップ：2001

インテル・バクー
- アゼルバイジャン・リーグ : 2000-10